# Polemus
Polemus Simon, 1902 è un genere di ragni appartenente alla famiglia Salticidae.

## Distribuzione
Le due specie oggi note di questo genere sono state rinvenute in due località della Sierra Leone.

## Tassonomia
A dicembre 2010, si compone di due specie:
- Polemus chrysochirus Simon, 1902[2] — Sierra Leone
- Polemus galeatus Simon, 1902 — Sierra Leone

### Specie trasferite
- Polemus squamulatus Simon, 1902; trasferita al genere Evarcha, con la denominazione provvisoria di Evarcha squamulata (Simon, 1902) a seguito di uno studio dell'aracnologo Szűts del 2007[1].